# Sanofi-Synthélabo

Das Logo des Unternehmens

Das Unternehmen Sanofi-Synthélabo (Eigenschreibweise Sanofi~Synthélabo) war ein französischer Pharma-Konzern.
Er entstand 1999 aus der Fusion von Sanofi (vorher Teil des Ölkonzerns Elf Aquitaine) und von Synthélabo, das zur Kosmetikgruppe L’Oréal gehörte.
2004 übernahm das Unternehmen den Konkurrenten Aventis. Der neue Konzernname lautete seitdem auf Sanofi-Aventis, heute ist das Unternehmen wieder unter dem Namen Sanofi aktiv.